# 山本雄二郎
山本 雄二郎（やまもと ゆうじろう、1930年7月13日 - 2010年1月1日）は、成田空港地域共生委員会元代表委員、高千穂商科大学教員。

## 人物
1930年、愛知県福江町（現・田原市）に生まれる。
1950年、早稲田大学第一法学部卒業後、産経新聞東京本社へ入社。
1970年より産経新聞論説委員として交通・物流問題を担当した。
1984年、観光政策審議会委員。
1985年、航空政策研究会理事に就任、1988年から事務局長、1999年より会長補佐。
1986年、高千穂商科大学教授、2001年より客員教授。
1991年、成田空港問題収束に一定の貢献を果たした隅谷調査団に参加。成田空港問題円卓会議終了後は成田空港地域共生委員会の代表委員を務めた。
1992年、交通文化賞受賞。
2010年1月1日、肺癌のため死去。享年79。
全国広域観光振興事業運営評議会委員長、中部国際空港株式会社監査役、新石垣空港ターミナルビル等検討委員会委員長なども努めた。

## 主要著書
- 『新制度「地域公共交通活性化・再生法」』（監修・著）地域科学研究会（2008年）
- 『新バスシステム』（監修・著）地域科学研究会（2005年）
- 『規制緩和時代のバス＆タクシー』（監修・著）地域科学研究会（2002年）
- 『日本版Private Finance Initiative』（共著）地域科学研究会（1999年）
- 『交通計画集成』（編集委員・監修・著）地域科学研究会（1996～98年）
- 『内発型活性化の実践』（監修・著）地域科学研究会（1994年）
- 『鉄道高架とまちづくり（上） （中） （下）』（監修・著）地域科学研究会（1994～95年）
- 『運輸のしくみ』ポプラ社（1990年）
- 『日本航空』朝日ソノラマ（1980年）

## 主要映像作品
- 『東京・杉並・南北バスすぎ丸が行く！』（監修）地域科学研究会（2002年）
- 『ムーバス、サクセス ストーリー』（監修）地域科学研究会（2001年）
- 『バス交通の新しい試み』（監修）地域科学研究会（2000年）
- 『快走 ムーバス』（監修）地域科学研究会（1996年）
- 『立体交差からのまちづくり』（監修）地域科学研究会（1994年）
- 『発見と創造』（監修）地域科学研究会（1993年）
- 『高架下からのまちづくり』（監修）地域科学研究会（1991年）